# Phạm Ngọc Thưởng
Phạm Ngọc Thưởng (sinh năm 1968) là một chính khách Việt Nam. Ông hiện là Ủy viên Ban cán sự Đảng, Thứ trưởng Bộ Giáo dục và Đào tạo.

## Xuất thân và học vấn
Phạm Ngọc Thưởng sinh năm 1968, quê quán thị trấn Đồng Đăng, huyện Cao Lộc, tỉnh Lạng Sơn.
Năm 1999, ông bảo vệ luận án tiến sĩ ngành Lý luận ngôn ngữ với nhan đề "Các cách xưng hô trong tiếng Nùng", tại trường Đại học Sư Phạm, Đại học Quốc gia Hà Nội.

## Sự nghiệp
Trong quá trình công tác, Phạm Ngọc Thưởng đã đảm nhiệm các chức vụ: Hiệu trưởng trường Cao đẳng Sư phạm Lạng Sơn, Giám đốc Sở Giáo dục & Đào tạo tỉnh, Bí thư huyện ủy Chi Lăng, Phó Chủ tịch Ủy ban nhân dân tỉnh Lạng Sơn.
Chiều ngày 10 tháng 12 năm 2015, tại kỳ họp thứ 12, Hội đồng nhân dân (HĐND) tỉnh Lạng Sơn đã bầu Phạm Ngọc Thưởng, nguyên Bí thư huyện ủy Chi Lăng, giữ chức Phó Chủ tịch Ủy ban nhân dân tỉnh Lạng Sơn, nhiệm kỳ 2011 - 2016.
Ngày 21 tháng 4 năm 2016, Ban chấp hành đảng bộ tỉnh Lạng Sơn đã họp và bầu ông Phạm Ngọc Thưởng giữ chức vụ Phó Bí thư Tỉnh ủy nhiệm kỳ 2015-2020.
Sáng ngày 22 tháng 4 năm 2016, Hội đồng nhân dân tỉnh Lạng Sơn khóa XV, nhiệm kỳ 2011-2016 họp kỳ thứ 13 bầu ông Phạm Ngọc Thưởng giữ chức vụ Chủ tịch Ủy ban nhân dân Lạng Sơn nhiệm kỳ 2011 - 2016, với 40/45 phiếu đồng ý, đat tỷ lệ 78,43%.
Ngày 30 tháng 6 năm 2016, Hội đồng nhân dân tỉnh Lạng Sơn khóa XVI, nhiệm kỳ 2016-2021 đã bầu Phạm Ngọc Thưởng tái đắc cử chức vụ Chủ tịch Ủy ban nhân dân tỉnh nhiệm kỳ 2016-2021, với 56/58 phiếu bầu tán thành, đạt tỉ lệ 96,5%.
Ngày 13 tháng 2 năm 2020, ông được được Thủ tướng điều động làm Thứ trưởng Bộ Giáo dục và Đào tạo.

## Thứ trưởng Bộ Giáo dục và Đào tạo
Theo phân công của Bộ trưởng Nguyễn Kim Sơn, Thứ trưởng Phạm Ngọc Thưởng được giao phụ trách các lĩnh vực sau:
- Giáo dục phổ thông; giáo dục thường xuyên; kiểm định và đánh giá chất lượng giáo dục phổ thông quốc gia và quốc tế; phân luồng và hướng nghiệp học sinh; kế hoạch - tài chính ngành; phát triển đội ngũ nhà giáo, cán bộ quản lý giáo dục; cơ sở vật chất và thiết bị trường học; phòng chống tham nhũng, tiêu cực, thực hành tiết kiệm, chống lãng phí; xã hội hóa giáo dục; công tác quy hoạch; phòng chống lụt bão, thiên tai và biến đổi khí hậu; xuất bản; công tác Đảng và Đoàn thanh niên; công tác công đoàn cơ quan Bộ; công tác chuyển đổi số, ứng dụng công nghệ thông tin trong lĩnh vực được phân công.
- Giúp Bộ trưởng chỉ đạo các công việc cụ thể của công tác thanh tra theo phân công của Bộ trưởng
- Thứ trưởng Phạm Ngọc Thưởng phụ trách các đơn vị:  Vụ Giáo dục Tiểu học; Vụ Giáo dục Trung học; Vụ Giáo dục thường xuyên; Vụ Kế hoạch - Tài chính; Vụ Cơ sở vật chất; Thanh tra; Cục Nhà giáo và Cán bộ quản lý giáo dục; Văn phòng Đảng - Đoàn thể; Ban Quản lý các dự án Bộ Giáo dục và Đào tạo; Viện Nghiên cứu thiết kế trường học; Nhà Xuất bản Giáo dục Việt Nam; Ban Quản lý Đề án ngoại ngữ quốc gia.
- Phụ trách các địa bàn: Các tỉnh Đồng bằng sông Hồng và các tỉnh Đồng bằng sông Cửu Long
- Phụ trách các Đề án, Chương trình: Đề án Đào tạo, bồi dưỡng nhà giáo và cán bộ quản lý cơ sở giáo dục đáp ứng yêu cầu đổi mới căn bản, toàn diện giáo dục phổ thông giai đoạn 2016 - 2020, định hướng đến năm 2025 (Đề án 732); Đề án bảo đảm cơ sở vật chất cho chương trình giáo dục mầm non và giáo dục phổ thông giai đoạn 2017 - 2025; Chương trình mục tiêu quốc gia xây dựng Nông thôn mới; Chương trình mục tiêu quốc gia phát triển kinh tế - xã hội vùng đồng bào dân tộc thiểu số và miền núi giai đoạn 2021 - 2030; Đề án Xây dựng xã hội học tập; Đề án Dạy tiếng Việt cho người Việt Nam ở nước ngoài; Đề án dạy và học ngoại ngữ trong hệ thống giáo dục quốc dân giai đoạn 2017 - 2025.
- Tham gia các Ban Chỉ đạo, Hội đồng, Ủy ban, Hội, Hiệp hội: Ban chỉ đạo Trung ương về cải cách chính sách tiền lương, bảo hiểm xã hội và ưu đãi người có công; Ban chỉ đạo quốc gia về ODA và vốn vay ưu đãi; Ban Chỉ đạo điều hành giá; Ban Chỉ đạo về đầu tư theo hình thức đối tác công - tư (PPP); Ban Chỉ đạo Trung ương về phòng chống thiên tai; Ban Chỉ đạo Trung ương về đổi mới, phát triển kinh tế hợp tác, hợp tác xã; Hiệp hội Thiết bị Giáo dục Việt Nam; Thành viên Hội đồng chỉ đạo biên soạn bách khoa toàn thư Việt Nam; Ủy ban quốc gia về Người cao tuổi Việt Nam; Hội Khuyến học Việt Nam.
- Thứ trưởng Phạm Ngọc Thưởng là chủ tài khoản số 2 của Bộ; thực hiện các nhiệm vụ khác theo sự phân công của Bộ trưởng.

## Sai phạm tại Lạng Sơn
Theo kết luận của Thanh tra Chính phủ, trong giai đoạn 2010 - 2017, chủ tịch UBND tỉnh, chủ tịch UBND các huyện, TP và giám đốc các sở, ngành không thực hiện tiếp công dân đầy đủ giai đoạn 2010 - 2017; đặc biệt là Giám đốc Sở TN-MT tỉnh Lạng Sơn không thực hiện tiếp công dân định kỳ tại 22 kỳ, còn Chủ tịch UBND tỉnh Lạng Sơn chỉ chủ trì thực hiện tiếp công dân 12/96 kỳ (12%). Việc quản lý đất đai, đầu tư xây dựng tại Lạng Sơn để xảy ra nhiều sai phạm, yếu kém trong thời gian dài. Trong đó, tại khu đô thị Phú Lộc, trong khi Thủ tướng chưa cho phép đầu tư, UBND tỉnh Lạng Sơn đã chia tách ra thành các dự án thành phần gồm: khu đô thị Phú Lộc 1, 2, 3, 4 để lập báo cáo nghiên cứu khả thi như một dự án độc lập, là vi phạm quy định pháp luật. Mặt khác, khi chia tách dự án, UBND tỉnh này không tổ chức đấu giá đất, đấu thầu công trình để lựa chọn nhà thầu; nhiều lần tiến hành thẩm định, điều chỉnh lại quy hoạch tỷ lệ 1/500 theo yêu cầu của nhà đầu tư, trong đó có những dự án điều chỉnh quy hoạch tới... 17 lần, dẫn đến diện tích đất ở tại các dự án kể trên tăng lên hơn 77.000 m2, trong khi diện tích đất cây xanh, khu vui chơi giải trí bị giảm hơn 74.000 m2...
Theo UBND tỉnh Lạng Sơn, những cá nhân lãnh đạo bị kiểm điểm theo diện này sẽ có ông Vi Văn Thành, cựu Chủ tịch UBND tỉnh Lạng Sơn; ông Phạm Ngọc Thưởng, Chủ tịch UBND tỉnh Lạng Sơn, vừa được luân chuyển giữ chức Thứ trưởng Bộ GD-ĐT; ông Hồ Tiến Thiệu, Phó chủ tịch UBND tỉnh Lạng Sơn, nguyên Giám đốc Sở TN-MT tỉnh Lạng Sơn.